# Acrónimo
Um acrónimo (português europeu) ou acrônimo (português brasileiro) (do grego clássico άκρος [ákros], 'ponta, extremidade' + ὀνομα [onoma], 'nome') é uma sigla formada pela redução de intitulativos às primeiras letras ou sílabas iniciais  dos componentes de um intitulativo, resultando em uma palavra ou quase palavra.
Em resumo, acrônimo é uma sigla que forma palavra ou quase palavra.

## Sigla
Uma sigla  é a redução de um intitulativo às:
a) letras iniciais de cada palavra componente do intitulativo, sem formar palavra 

Exemplo:
ABCD = Santo André, São Bernardo do Campo, São Caetano do Sul e Diadema 

b) letras iniciais de cada palavra componente do intitulativo, formando palavra 

Exemplos:
UNE = União Nacional dos Estudantes
ONU = Organização das Nações Unidas
PALOP= Países Africanos de Língua Oficial Portuguesa

c) sílabas iniciais ou partes iniciais de cada palavra componente do intitulativo, formando uma quase-palavra
Exemplos:
Benelux = Bélgica, Nederland [Países Baixos] e Luxemburgo
Petrobras = Petróleo Brasileiro S.A.
Assim, nos casos b e c, a sigla resultante é um acrônimo.

## História
O uso generalizado de acrónimos e siglas é um fenómeno relativamente recente, típico do século XX. No entanto, existem exemplos mais antigos. Os primeiros cristãos em Roma usavam um peixe como símbolo de Jesus, em parte devido a um acrónimo: "peixe" em grego escreve-se ἰχθύς (em maiúsculas ΙΧΘΥΣ, ichthus), cujo significado é tomado por ᾿Ιησοῦς Χριστὸς Θεοῦ Υἱὸς Σωτήρ (Iēsous Christos Theou Huios Sōtēr), "Jesus Cristo, Filho de Deus, Salvador". Vestígios desta interpretação datam dos séculos II e III e encontram-se preservados em Roma. Também o uso de acrónimos é comum no hebraico desde a Idade Média, com exemplos como רמב״ם (Rambam) para רבי משה בן מימון (Rabbi Moshe ben Maimon) e תנ״ך (Tanakh) para תורה (Torah, Lei), נביאים (Nevi'im, Profetas) e כתובים (Ketuvim, Escritos).
Os acrónimos ocorrem frequentemente em linguagem técnica ou como abreviaturas de nomes de organizações, uma vez que permitem abreviar termos extensos frequentemente referenciados. Os militares e agências governamentais empregam frequentemente acrónimos. Algumas pessoas partilham da opinião que os acrónimos são utilizados para codificar mensagens.

## Exemplos
- Pronunciadas como uma palavra, contendo apenas iniciais:
  - NASA: National Aeronautics and Space Administration
  - OSI: Open Systems Interconnection
  - OTAN: Organização do Tratado do Atlântico Norte
  - SIDA: Síndrome de Imuno-Deficiência Adquirida
  - UMEAL: União de Médicos Escritores e Artistas Lusófonos
  - UPS: United Parcel Service

- Pronunciadas como uma palavra, contendo várias letras de cada palavra:
  - FedEx: Federal Express
  - RE/MAX: Real Estate MAXimums
  - Gestapo: Geheime Staatspolizei
  - Interpol: International Police
  - Hamas: Harakat al-Muqawamah al-Islamiyyah
  - Haribo: Hans Riegel Bonn
  - Sobrames: Sociedade Brasileira de Médicos Escritores
  - Sudene: Superintendência do Desenvolvimento do Nordeste

- Pronunciadas como uma combinação de nome de letra e uma palavra:
  - JPEG: Joint Photographic Experts Group

Pronúncia: "Jota PEG"
- - CNES: Cadastro Nacional de Estabelecimentos de Saúde

Pronúncia: "Cê nés"
- Pronunciadas unicamente como nomes de letras:
  - HTTP: HyperText Transfer Protocol

Pronúncia: "Agá Tê Tê Pê"
- Pronunciadas como nomes de letras com atalhos:
  - IEEE: Institute of Electrical and Electronics Engineers

Pronúncia: "I três E"
- Pronunciadas como nomes próprios:
  - TWAIN: Toolkit Without An Interesting Name

## Acrónimo recursivo
Acrônimos recursivos são acrônimos onde a expansão inclui o próprio termo, como na definição de funções recursivas.
Alguns casos típicos:
- GNU is Not UNIX
- PINE Is Not Elm
- PHP: Hypertext Pre-processor (Originalmente, Personal Home Page)
- WINE Is Not an Emulator
- XNA's Not Acronymed

Geralmente, são expansões humorísticas ou depreciativas.